# Мисурати, Мустафа аль
Мустафа аль-Мисурати (18 августа 1926 — 29 декабря 2021) — ливийский писатель, публицист и общественный деятель египетского происхождения.

## Биография
Родился в Александрии в семье выходцев из города Мисураты, эмигрировавших в Египет в начале прошлого века. Начальное образование получил в мердесе, расположенном в одном из старых райнов Каира- Булаке. В 1933 году поступил в среднюю школу, в 1946 году окончил Университет аль-Азхар, получив учёную степень в области теологии, и тогда же — колледж арабского языка при том же университете. После окончания университета преподавал арабский язык в школе. Участвовал в демонстрациях против присутствия в стране британских войск. В 1948 году переехал в Ливию, где присоединился к Партии национального прогресса, став одним из её главных ораторов. При монархическом режиме трижды подвергался арестам за протесты против присутствия в стране иностранных войск. В 1960 году был избран в Палату представителей страны, где активно выступал за национальное единство и ликвидацию на территории Ливии иностранных военных баз.
С 1954 года был редактором литературного журнала Триполи. После прихода к власти Муаммара Каддафи занимал целый ряд должностей: был главой комитета по литературе и искусству, секретарём Союза писателей страны, главой ливийского радио, главным редактором «Народной газеты». Свои первые произведения написал ещё во время жизни в Египте. Творческое наследие включает в себя в основном короткие рассказы и притчи. Самые известные сборники: «Мирсаль» (1962), «Разорванный парус» (1963), «Горсть пепла» (1964), «Солнце и решето» (1977). Испытал влияние русских классиков: Ф. М. Достоевского, Л. Н. Толстого, М. Горького. Н С. Фетистова указывает, что на ливийского писателя «оказали такие мастера художественного слова, как Таха Хусейн, туафик аль Хаким, братья Мухамед и Махмуд Теймур». Отмечают также воздействия Юсуфа Идриса, Абд Ар Рахмана аль Хамиси, Аб ар Рахмана Шаркауи. Один из основоположников ливийского литературоведения и фольклористики. Его произведения были переведены на множество языков, включая английский, французский, немецкий, итальянский, китайский, хинди и русский.
Умер 29 декабря 2021 года.